# Aspidopterys oxyphylla
Aspidopterys oxyphylla är en tvåhjärtbladig växtart som beskrevs av Adrien Henri Laurent de Jussieu. Aspidopterys oxyphylla ingår i släktet Aspidopterys och familjen Malpighiaceae. Inga underarter finns listade i Catalogue of Life.